# Wielersport op de Olympische Zomerspelen 1928
De wielersport is een van de sporten die beoefend werden tijdens de Olympische Zomerspelen 1928 in Amsterdam.

## Heren

### baan

#### tijdrit, 1000 m
| rang   | sporter(s)                  | land | tijd      |
| ------ | --------------------------- | ---- | --------- |
| Goud   | Willy Falck Hansen          | DEN  | OR 1:14.2 |
| Zilver | Gerard Bosch van Drakestein | NED  | 1:15.1    |
| Brons  | Dunc Gray                   | AUS  | 1:15.3    |
| 4      | Octave Dayen                | FRA  | 1:16.0    |
| 5      | Kurt Einsiedel              | GER  | 1:17.1    |
| 6      | Edward Keridge              | GBR  | 1:18.0    |
| 6      | Józef Lange                 | POL  | 1:18.0    |
| 8      | Jean Aerts                  | BEL  | 1:18.3    |

#### sprint, 1000 m

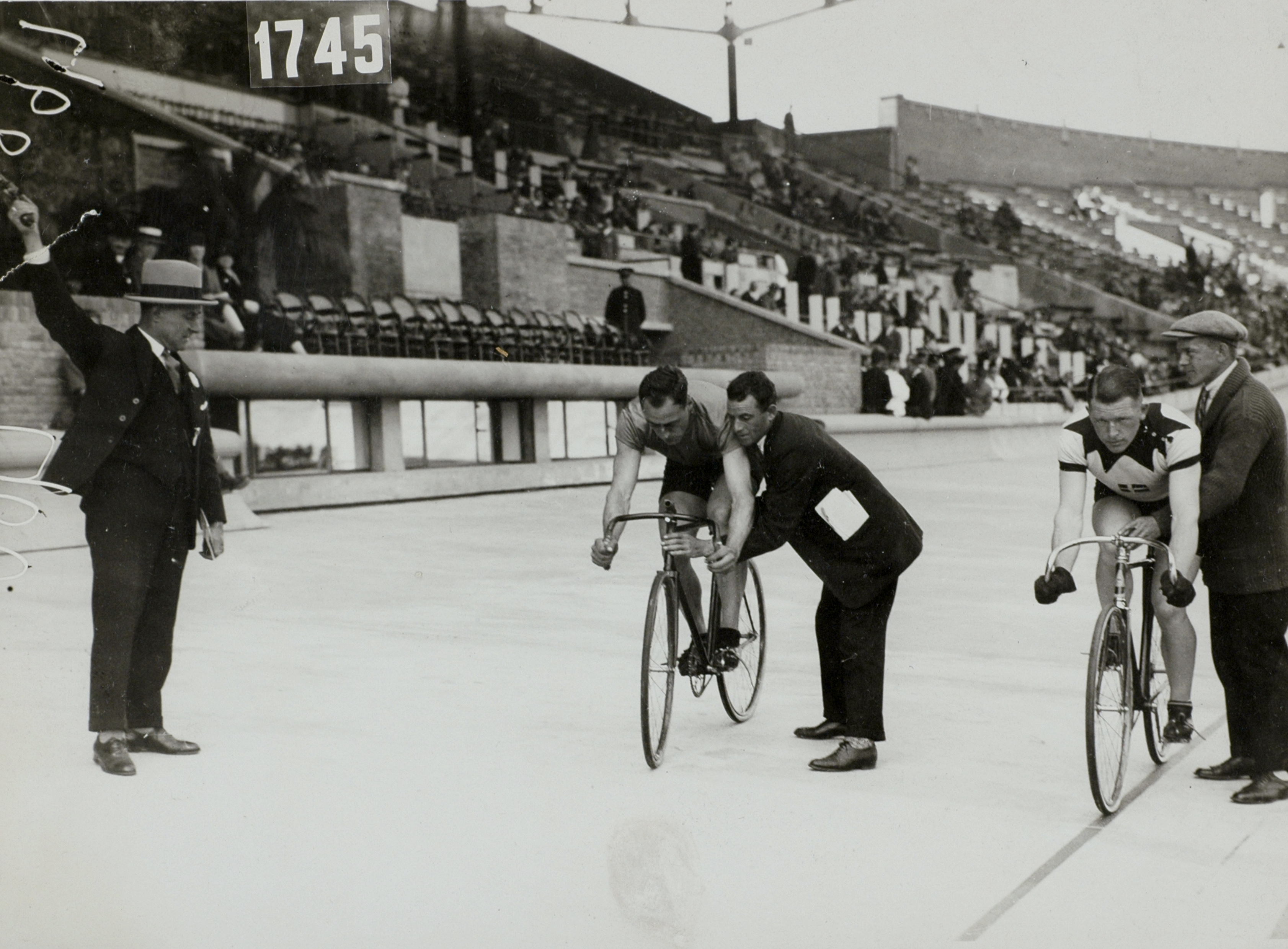
Toine Mazairac (links) en Willy Falck Hansen aan de start van de halve finale van de 1000 m sprint.

| rang   | sporter(s)          | land | tijd |
| ------ | ------------------- | ---- | ---- |
| Goud   | Roger Beaufrand     | FRA  | 13.2 |
| Zilver | Antoine Mazairac    | NED  |      |
| Brons  | Willy Falck Hansen  | DEN  | 12.2 |
| 4      | Hans Bernhardt      | GER  |      |
| 5      | Jerzy Koszutski     | POL  |      |
| 5      | Antonio Malvassi    | ARG  |      |
| 5      | Jack Standen        | AUS  |      |
| 5      | Yves van Massenhove | BEL  |      |

#### tandem, 2000 m

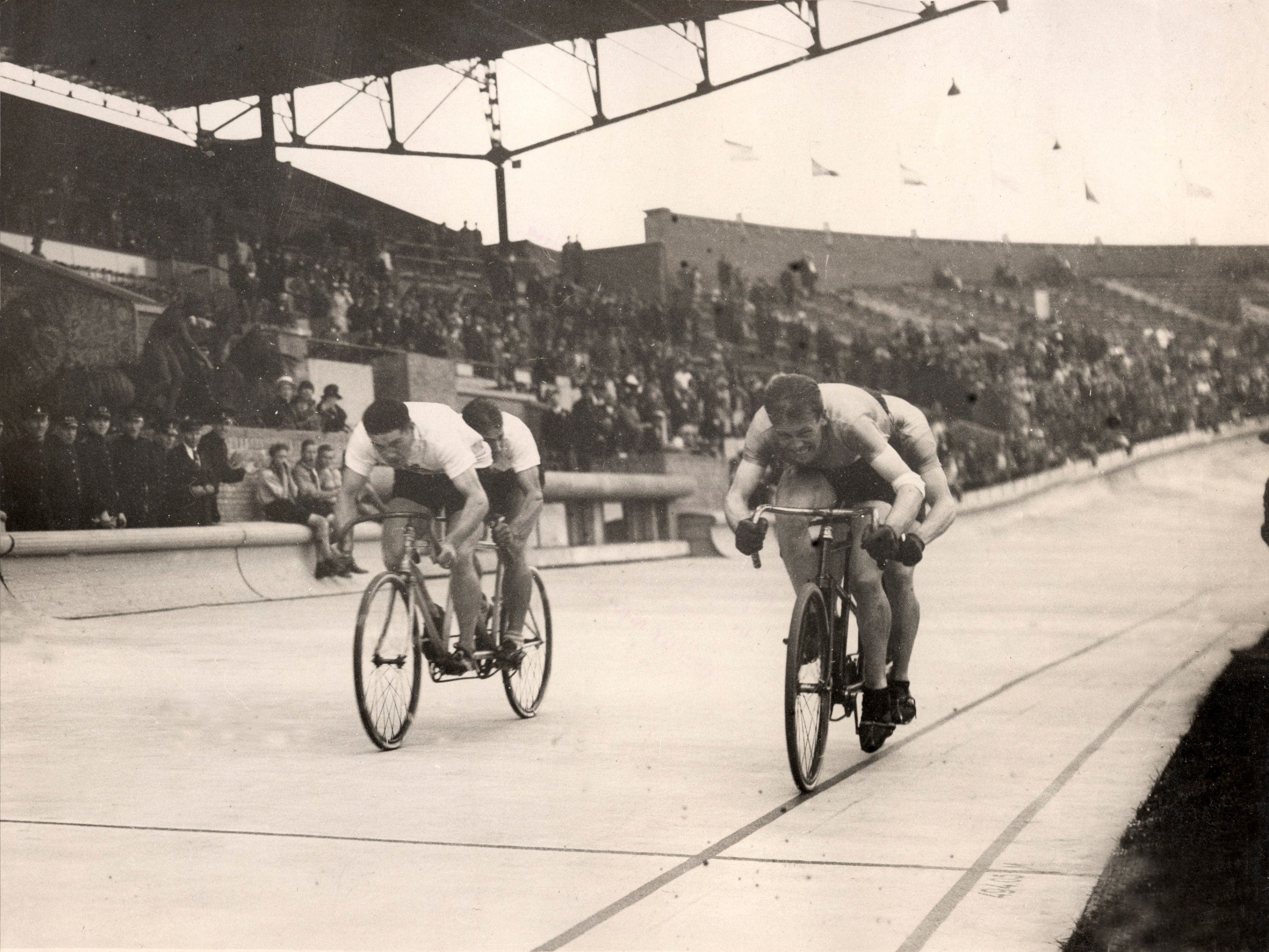
Daan van Dijk en Bernard Leene verslaan de Engelsen tijdens de finale van de 2000 m op de tandem

| rang   | sporter(s)                       | land | tijd |
| ------ | -------------------------------- | ---- | ---- |
| Goud   | Bernard Leene Daan van Dijk      | NED  | 11.8 |
| Zilver | Ernest Chambers John Sibbit      | GBR  |      |
| Brons  | Hans Bernhardt Karl Köther       | GER  | 12.2 |
| 4      | Francesco Malatesta Adolfo Corsi | ITA  |      |

#### ploegachtervolging, 4000 m

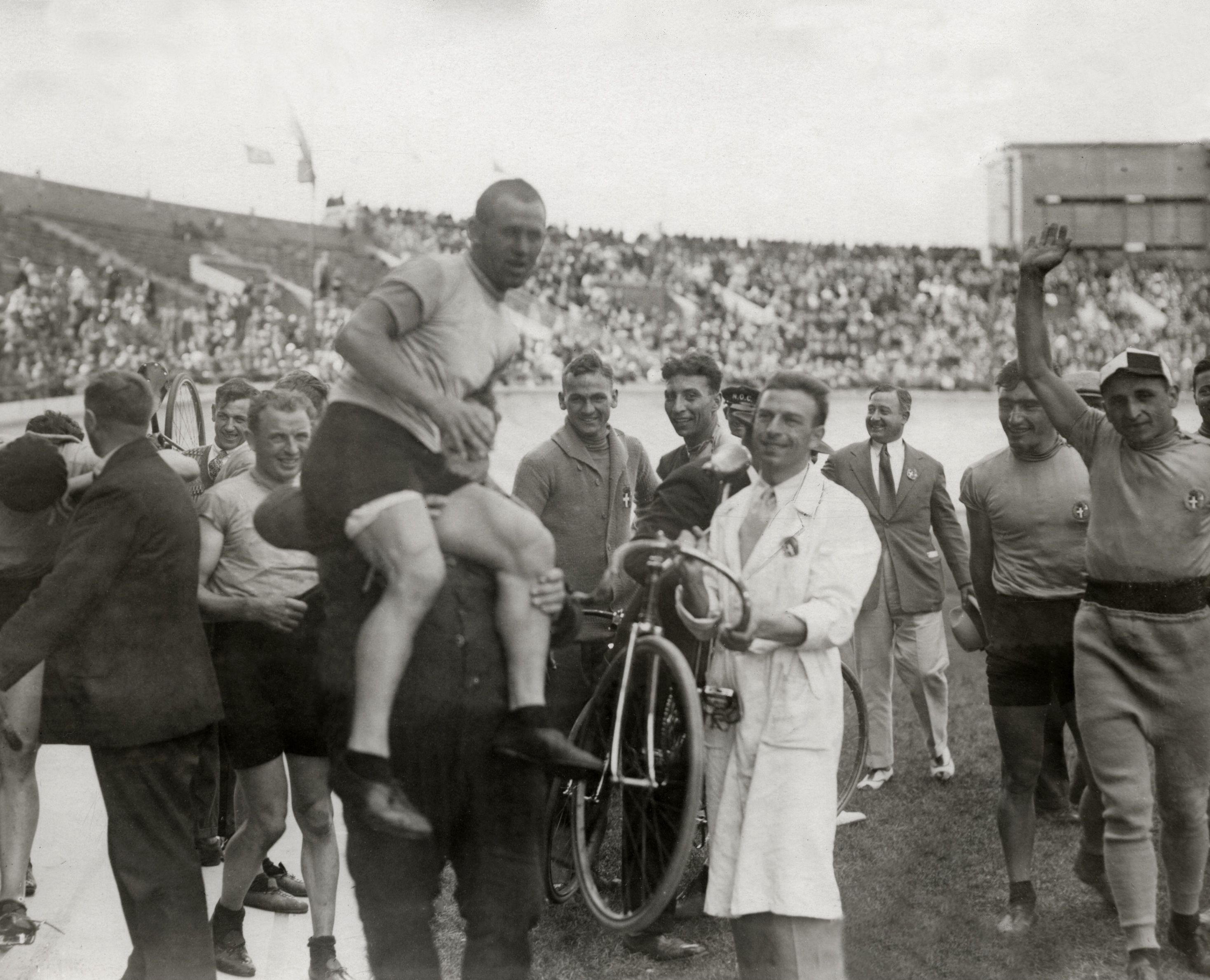
Juichende Italiaanse wielrenners en begeleiders na het behalen van de gouden medaille op het onderdeel 4000 meter achtervolging

| rang   | sporter(s)                                                        | land | tijd   |
| ------ | ----------------------------------------------------------------- | ---- | ------ |
| Goud   | Cesare Facciani Giacomo Gaioni Mario Lusiani Luigi Tasselli       | ITA  | 5:15.0 |
| Zilver | Janus Braspennincx Jan Maas Jan Pijnenburg Piet van der Horst sr. | NED  |        |
| Brons  | George Southall Harry Wyld Leonard Wyld Percy Wyld                | GBR  |        |
| 4      | André Aumerle Octave Dayen Rene Brossy André Trantoul             | FRA  |        |
| 5      | August Meuleman Yves van Massenhove A. Muylle Jean van Buggenhout | BEL  |        |
| 5      | Lew R. Elder James Davies A. Houting William Peden                | CAN  |        |
| 5      | Josef Steger Anton Joksch Kurt Einsiedel Hans Dormbach            | GER  |        |
| 5      | Józef Lange Artur Reul Jan Zybert Józef Oksiutycz                 | POL  |        |

### weg

#### tijdrit individueel
Afstand: 168 km
De renners reden 's ochtends in een groep van het Olympisch Stadion naar de Hembrug, waar start, finish en huldiging waren. De route voerde naar Scheveningen, via Spaarndam, Santpoort, Haarlem, het Kopje van Bloemendaal, Zandvoort, Aerdenhout, Vogelenzang, Ruigenhoek, Noordwijkerhout, Rijnsburg, Het Haagsche Schouw, Den Deyl (bij Wassenaar) en Den Haag. Vanaf Scheveningen werd dezelfde route terug naar de Hembrug gereden. Van de 76 deelnemers haalden 63 de finish.
| rang   | sporter(s)        | land | tijd    |
| ------ | ----------------- | ---- | ------- |
| Goud   | Henry Hansen      | DEN  | 4:47:18 |
| Zilver | Frank Southall    | GBR  | 4:55:06 |
| Brons  | Gösta Carlsson    | SWE  | 5:00:17 |
| 4      | Allegro Grandi    | ITA  | 5:02:05 |
| 5      | Jack Lauterwasser | GBR  | 5:02:57 |
| 6      | Gottlieb Amstein  | SUI  | 5:04:48 |
| 7      | Leo Nielsen       | DEN  | 5:05:37 |
| 8      | André Aumerle     | FRA  | 5:07:12 |

#### tijdrit ploegen
De tijden van de 3 best geklasseerde renners per land van de individuele tijdrit werden bij elkaar opgeteld.
| rang   | sporter(s)                                        | land | tijd                    | totale tijd |
| ------ | ------------------------------------------------- | ---- | ----------------------- | ----------- |
| Goud   | Henry Hansen Leo Nielsen Orla Jørgensen           | DEN  | 4:47:18 5:05:37 5:16:19 | 15:09:14    |
| Zilver | Frank Southall Jack Lauterwasser John Middleton   | GBR  | 4:55:06 5:02:57 5:16:46 | 15:14:49    |
| Brons  | Gösta Carlsson Erik Jansson Georg Johnsson        | SWE  | 5:00:17 5:13:17 5:14:15 | 15:27:49    |
| 4      | Allegro Grandi Michele Orecchia Ambrogio Beretta  | ITA  | 5:02:05 5:13:29 5:17:38 | 15:33:12    |
| 5      | Jean Aerts Pierre Houdé Joseph Lovagie            | BEL  | 5:10:38 5:11:18 5:11:54 | 15:33:50    |
| 6      | Gottlieb Amstein Jakob Caironi Tütel Wanzenried   | SUI  | 5:04:48 5:08:46 5:21:47 | 15:35:21    |
| 7      | André Aumerle Louis Bessière Octave Dayen         | FRA  | 5:07:12 5:15:14 5:15:54 | 15:38:20    |
| 8      | Cosme Saavedra Francisco Bonvehi José López       | ARG  | 5:13:19 5:14:39 5:14:57 | 15:42:55    |
| 9      | Leen Buis Janus Braspennincx Ben Duijker          | NED  | 5:14:15 5:17:07 5:23:22 | 15:54:44    |
| 10     | Jean-Pierre Muller Norbert Sinner Jean Alfonsetti | LUX  | 5:22:30 5:27:54 5:30:31 | 16:20:55    |

## Medaillespiegel
| rang   | land             | goud | zilver | brons | totaal |
| ------ | ---------------- | ---- | ------ | ----- | ------ |
| 1      | Denemarken       | 3    | 0      | 1     | 4      |
| 2      | Nederland        | 1    | 3      | 0     | 4      |
| 3      | Frankrijk        | 1    | 0      | 0     | 1      |
| 3      | Italië           | 1    | 0      | 0     | 1      |
| 5      | Groot-Brittannië | 0    | 3      | 1     | 4      |
| 6      | Zweden           | 0    | 0      | 2     | 2      |
| 7      | Australië        | 0    | 0      | 1     | 1      |
| 7      | Duitsland        | 0    | 0      | 1     | 1      |
| totaal | totaal           | 6    | 6      | 6     | 18     |